# 汤姆·伯利森
汤米·洛伦·伯利森（英語：Tommy Loren Burleson，1952年12月24日—），美国男子职业篮球运动员，曾效力于NBA联盟。他在1974年的NBA选秀中第1轮第3顺位被西雅图超音速选中。

## 外部連結
- 汤姆·伯利森在国际奥林匹克委员会的资料